# ITM Cup 2011
La ITM Cup 2011 fue la trigésimo sexta edición y sexta con el formato actual del principal torneo de rugby profesional de Nueva Zelanda.
El campeón de la competición fue el equipo de Canterbury quienes lograron su noveno campeonato.

## Sistema de disputa
Los equipos enfrentan a los seis equipos restantes de su división y disputan cuatro encuentros inter-división, totalizando 10 encuentros, 
- Los dos equipos con mejor clasificación al final de la fase de grupos de la Premiership clasifican a la final buscando el título de la competición, mientras que el séptimo lugar desciende al Championship de la temporada siguiente.

- Los dos mejores clasificados del Championship clasifican a la final buscando el ascenso a la Premiership de la temporada siguiente, el campeón asciende de manera automática a la división de honor.

## Premiership - Primera División
- Clasificación[1]

| Pos. | Equipo        | Encuentros | Encuentros | Encuentros | Encuentros | Tantos | Tantos | Tantos | PB | PB | Puntos |
| Pos. | Equipo        | PJ         | PG         | PE         | PP         | F      | C      | Dif    | BO | BD | Puntos |
| ---- | ------------- | ---------- | ---------- | ---------- | ---------- | ------ | ------ | ------ | -- | -- | ------ |
| 1.º  | Waikato       | 10         | 7          | 0          | 3          | 236    | 219    | +17    | 4  | 1  | 33     |
| 2.º  | Canterbury    | 10         | 6          | 0          | 4          | 293    | 230    | +63    | 7  | 2  | 33     |
| 3.º  | Taranaki      | 10         | 7          | 0          | 3          | 216    | 194    | +22    | 2  | 1  | 31     |
| 4.º  | Bay of Plenty | 10         | 6          | 0          | 4          | 275    | 212    | +63    | 5  | 2  | 31     |
| 5.º  | Auckland      | 10         | 5          | 0          | 5          | 255    | 261    | −6     | 2  | 4  | 26     |
| 6.º  | Wellington    | 10         | 5          | 0          | 5          | 251    | 260    | −9     | 2  | 3  | 25     |
| 7.º  | Southland     | 10         | 4          | 0          | 6          | 195    | 229    | −34    | 2  | 2  | 20     |

|  | Finalista.                |
|  | Descenso al Championship. |

### Final
| 3 de septiembre | Waikato | 3 - 12 | Canterbury | Waikato Stadium, Hamilton |  |

| Bandera de Nueva Zelanda |
| Campeón Canterbury       |
| Noveno título            |

## Championship - Segunda División
- Clasificación[3]

| Pos. | Equipo           | Encuentros | Encuentros | Encuentros | Encuentros | Tantos | Tantos | Tantos | PB | PB | Puntos |
| Pos. | Equipo           | PJ         | PG         | PE         | PP         | F      | C      | Dif    | BO | BD | Puntos |
| ---- | ---------------- | ---------- | ---------- | ---------- | ---------- | ------ | ------ | ------ | -- | -- | ------ |
| 1.º  | Manawatu         | 10         | 7          | 0          | 3          | 281    | 246    | +35    | 4  | 1  | 33     |
| 2.º  | Hawke´s Bay      | 10         | 6          | 0          | 4          | 298    | 213    | +85    | 4  | 1  | 29     |
| 3.º  | Otago            | 10         | 5          | 0          | 5          | 223    | 224    | −1     | 2  | 2  | 24     |
| 4.º  | Counties Manukau | 10         | 4          | 0          | 6          | 235    | 262    | −27    | 3  | 3  | 22     |
| 5.º  | Northland        | 10         | 4          | 0          | 6          | 227    | 279    | −52    | 1  | 2  | 19     |
| 6.º  | North Harbour    | 10         | 2          | 0          | 8          | 245    | 319    | −74    | 4  | 2  | 14     |
| 7.º  | Tasman           | 10         | 2          | 0          | 8          | 198    | 280    | −82    | 1  | 4  | 13     |

|  | Finalista. |

### Final
| 4 de septiembre | Manawatu | 30 - 35 | Hawke´s Bay | Central Energy Trust Arena, Palmerston North |  |

| Bandera de Nueva Zelanda         |
| Ganador Championship Hawke´s Bay |
| Primer título                    |